# Arakel
Arakel (in armeno Առաքել?) o Arakul (in azero Arakül) è una comunità rurale del distretto di Xocavənd in Azerbaigian, facente parte fino al 2020 della regione di Hadrowt' nella repubblica dell'Artsakh (fino al 2017 denominata repubblica del Nagorno Karabakh) prossima alla strada che dal capoluogo regionale conduce a Djrakn.
Secondo il censimento 2005 contava circa 100 abitanti.

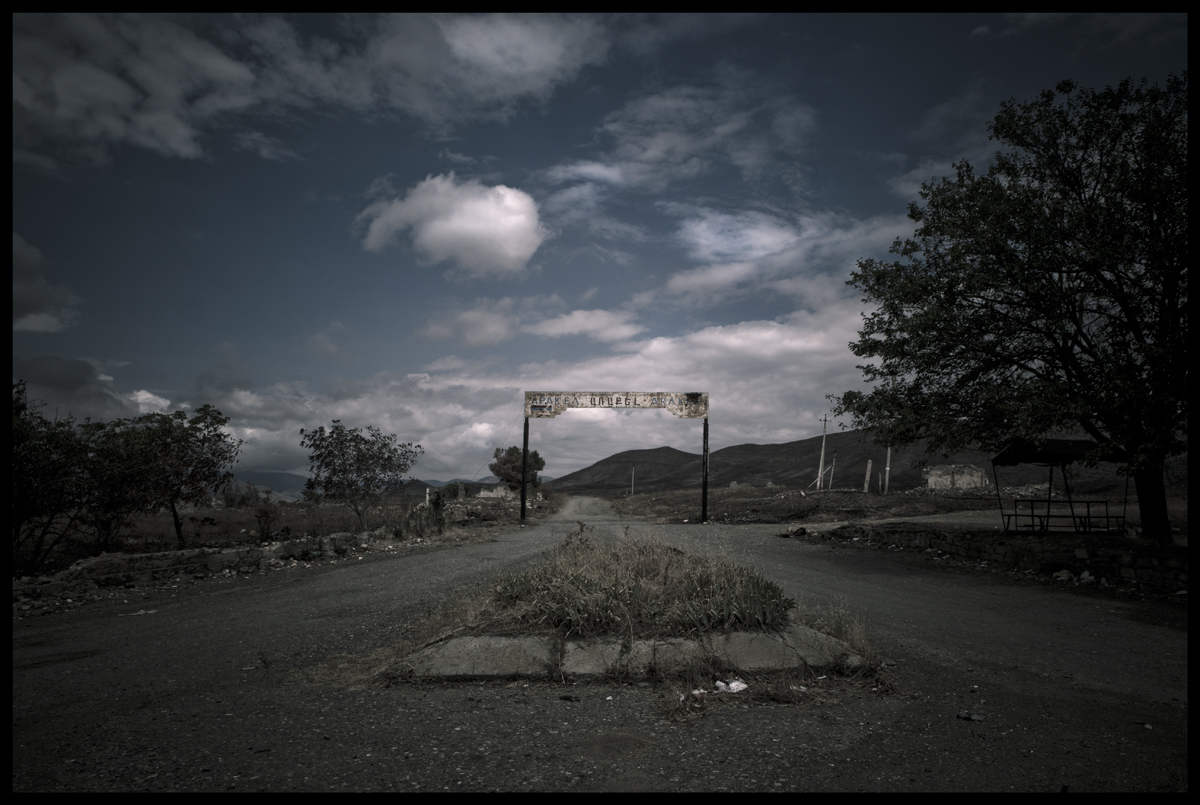
Strada di accesso al villaggio

## Storia
Il villaggio moderno è stato fondato nel 1828. Durante il periodo sovietico, il villaggio faceva parte del distretto di Hadrut dell'Oblast' autonoma del Nagorno Karabakh. Dopo la Prima guerra del Nagorno Karabakh, il villaggio fu amministrato come parte della regione di Hadrut della Repubblica separatista di Artsakh. Il villaggio fu catturato dall'Azerbaigian il 9 novembre 2020, durante la guerra del Nagorno Karabakh del 2020. Nel gennaio 2021, il portavoce del Ministero degli Affari Esteri dell'Armenia condivise un filmato di soldati azeri che distruggevano un monumento armeno a forma di croce (khachkar) nel villaggio.

## Monumenti e luoghi d'interesse
I siti del patrimonio storico presenti nel villaggio e nei suoi dintorni includono il villaggio di Hin Arakel (armeno: Հին Առաքել, "Vecchio Arakel") risalente al periodo compreso tra il XVI e il XIX secolo, un cimitero risalente al periodo compreso tra il XVII e il XIX secolo e la chiesa di Surb Astvatsatsin (armeno: Սուրբ Աստվածածին, "Santa Madre di Dio"), costruita tra il 1902 e il 1907.